# Шибин ел Ком
Шибин ел Ком (арап. شبين الكوم) је град у Египту у гувернорату Минуфија. Према процени из 2008. у граду је живело 180.454 становника.

## Становништво
Према процени, у граду је 2008. живело 180.454 становника.
| 1986.   | 1996.   | 2006.   |
| ------- | ------- | ------- |
| 132.751 | 159.909 | 177.060 |